# Federico Munguía Cárdenas
Federico Munguía Cárdenas (Sayula, Jalisco, 6 de febrero de 1928-Sayula, 30 de marzo de 2017) fue un periodista, historiador y cronista mexicano.

## Biografía
Nació y murió en Sayula, Jalisco. En 1971 fundó el periódico Tzaulan, cuyo nombre basó en el topónimo nahua de su ciudad natal, que significa «Lugar de moscas». Asimismo, fue fundador del Capítulo Sur de la Benemérita Sociedad de Geografía y Estadística del Estado de Jalisco, y cronista del municipio de Sayula.
Entre los libros históricos que redactó se encuentra La Provincia de Ávalos, que se refiere a la región del sur de Jalisco conquistada por Alonso de Ávalos Saavedra, capitán español nacido en Medellín y deudo de Hernán Cortés.
Fue seis veces presidente de la Cámara de Comercio de Sayula, director y tesorero durante varios años de la Federación de Cámaras de Comercio de Jalisco. En 1959, fue tesorero de la Junta de Mejoramiento Moral, Cívico y Material Administradora del Servicio de Agua Potable de Sayula. Fue secretario del Comité Pro Construcción de la Escuela Secundaria Técnica Agropecuaria de Sayula, y biógrafo del escritor jalisciense Juan Rulfo.

## Obras
- Crónicas de Sayula,[7][8] 2021 ISBN 9788418790416
- Antecedentes y datos biográficos de Juan Rulfo,[7] ISBN 9788419046499
- La Provincia de Ávalos,[7][9] Secretaría de Cultura de Jalisco, Guadalajara, 1998, 473 páginas ISBN 9788419046239
- El asesinato de don José Bobadilla o El crimen de Sayula,[7] ISBN 9788417523510 (Con base en un artículo de Manuel Cortina Rivera, de 1919, del suceso ocurrido el 27 de julio de 1893. José Bobadilla era un  terrateniente, esposo de una muy  acaudalada heredera sayulense, Paula Gutiérrez Díaz)[10]

- Memoria gráfica del Carnaval en Sayula, Jalisco. 1917-1969, Talleres Linotipográficos «Vera», Guadalajara, 1969 [11]